# 부냐시리 울제이테무르 칸
울제이 테무르 칸(完者帖木兒汗, ᠥᠯᠵᠡᠢ ᠲᠡᠮᠦᠷ ᠬᠠᠭᠠᠨ, Өлзийтөмөр хаан, 1378년？ 1384년? ~ 1412년 5월 2일 혹은 6월 15일)은 몽골 제국의 대칸이자 북원의 황제(재위: 1408년 ~ 1412년)였다. 이름은  보르지긴 부냐시리(한국 한자: 孛兒只斤 本雅失里 패아지근 본아실리, 혹은 한국 한자: 本琅失里 본낭실리 산스크리트어: प्रज्ञा श्री, Буяншири), 혹은 부니야시리(布尼雅錫哩), 부얀시르(寶顔希日)였다. 에르제이 테무르(額勒錐特穆爾)로도 불린다. 니굴세그치 칸 엘베그의 차남이자 토고간 칸 군 테무르의 동생이라는 설, 원나라 천원제(天元帝) 토구스 테무르 우스칼 칸의 손자라는 설, 원나라 황실의 후손이라는 설이 있다. 『명태종(성조)실록』에는 '울제이투'(完者禿) 혹은 '울제이투'(完者圖)로 표기되었다. 다른 중국 문헌에는 알지테무르(阿勒吉特穆爾)로도 나타난다.
1399년 니굴세그치 칸 엘베그가 살해되자 혼란을 피해 동몽골로 피신했다가 티무르 제국으로 망명했다. 사마르칸트(Samarkand)에서 티무르의 후원하에 망명생활을 했다. 1403년 티무르 제국에 망명해 있던 중 몽골의 대칸을 선언했고, 1408년 아수드(알란, 아스, 아스트)부 수장 아룩타이의 지원으로 울루그 테무르 칸 굴리치를 패사시키고 전 몽골의 대칸으로 즉위했다. 
즉위 직후 명나라 영락제는 조공과 종주권을 요구했으나 거절했다. 그는 재위기간 중 오이라트와 전쟁하였다. 이후 명나라와 갈등하다가 1409년 6월 12일 명나라 사신 곽기(郭驥)를 살해하여 영락제를 자극했고, 명군과 교전하여 케룰렌강에서 10만 대군을 몰살, 대승을 거둔다. 1409년부터 명나라와 전쟁을 벌이던 중 1410년 영락제가 직접 50만 대군을 이끌고 오자 오논강 전투에서 패배했다. 1412년 서쪽의 차가타이 칸국에 도움을 청하러 가던 중, 케룰렌강 근처에서 서몽골 오이라트부의 바툴라(마흐무드)의 기습 공격을 받고 살해되었다. 그는 티무르 제국에서 망명 생활을 하던 중 이슬람교로 개종했다.

## 생애

### 즉위 이전, 초기 생애
부냐시리 혹은 분야시리는 1378년 출생설, 1379년 출생설, 1384년 출생설이 있다. 『몽골원류』에 의하면 그는 1379년 출생이었다. 부냐시리는 엘베그 니굴세그치 칸의 차남이자 토고간 칸 군 테무르의 동생이었다. 그러나 원나라 천원제 토구스 테무르 우스칼 칸의 손자라는 설도 있다. 니굴세그치 칸이 토구스 테무르 우스칼 칸의 아들이라는 설 때문이다. 명나라의 역사서인 『명태종(성조)실록』에 의하면 부냐시리는 원나라 쿠빌라이계 황실의 후손이었다. 『명사(明史)』에는 그가 원나라 황실의 후손으로 전한다. 티무르 제국 계열 역사서 자파르나마(ظفرنامه)에 의하면 부냐시리는 태자라 한다. 돌궐계보에도 부냐시리를 태자로 전한다.
한자어로는 '본아실리'(本雅失里), '본낭실리'(本琅失里), '본야실리'(本野失里), 혹은 '보연희일'(寶顔希日)로 번역된다. 그의 이름 부냐시리는 범어 프라야슈리(प्रज्ञा श्री, Буяншири)에서 유래한 이름이며, '부냐시리'는 몽골어로 "복덕(福德)과 길상(吉祥)하다"는 뜻이었다. 『명실록(明實錄)』에는 본야실리 혹은 '울제이투'(完者禿) 혹은 '울제이투'(完者圖)로 나타난다. 명사에는 포니아석리(布尼雅錫哩)로 나타난다.
어린 시절에 대해서는 알려진 것이 없다. 1398년 티무르 제국의 카불을 방문했고, 1399년 니굴세그치 칸이 굴리치(울루그 테무르 칸), 승상 바툴라(마흐무드) 등 오이라트 세력에 의해 피살되자 부냐시리는 가족과 함께 동몽골로 피신해 있었다. 1400년부터 1402년까지 부냐시리는 형인 토고간 칸 군 테무르와 함께 병력을 이끌고 오이라트와의 전쟁에 참전했다.

### 망명 생활
1402년 토고간 칸이 굴리치(울루그 테무르 칸)와 오이라트부에 의해 피살되었다. 부냐시리는 울루그 테무르 칸을 피하여 티무르 제국의 비쉬발리크로 도망가 망명했고, 바를라스 티무르에 의해 받아들여졌다. 중앙아시아의 정복군주였던 티무르는 비시발리크 주지사에게 부냐시리를 환대하도록 지시했고, 그는 곧 티무르의 궁정으로 갔다. 티무르계 역사서 자파르나마에는 1398년에 몽골의 내란을 피해 티무르 제국으로 망명했다 한다. 한편 몽골의 서부는 훗날 울루그 테무르 칸 굴리치를 시해한 몽골 동부의 실력자 아룩타이(阿魯台)에게 계승되었다.
티무르 제국의 수도 사마르칸트의 에미르 궁정에 머무르는 동안 부냐시리는 티무르의 권고에 따라 이슬람교로 개종했다. 그는 몽골의 황금씨족 황족 중 이슬람으로 개종한 몇 안되는 인물 중의 한 사람이었다. 티무르는 죽기 전까지 부냐시리가 몽골의 대칸에 오르도록 지원했다. 그는 티무르의 지원을 받아 명나라에 대한 군사 작전을 계획했으나 실현하지 못했다. 울루그 테무르 칸은 명나라와 화친하여 지지를 얻었고, 이는 일부 몽골 노얀들의 불만을 불러왔다.
1403년 부냐시리는 티무르 제국의 비쉬발리크에서 몽골의 대칸을 선언하고, 칸호를 '울제이 테무르'라고 했다. 울제이 테무르는 '안녕한 철, 평화로운 철'을 뜻한다. 당시 몽골의 노얀들 중 오이라트의 통치에 불만을 품은 이들이 울제이 테무르 칸과 연락하여 그에게 가담했다. 아수드(알란, 아스, 아스트) 부족의 아룩타이도 곧 울제이 테무르 칸 부냐시리의 편에 섰다. 지지기반이 취약했던 굴리치 울루그테무르 칸은 국호인 대원을 폐지하고 타타르의 칸이라고 선언했다. 홍건적의 난으로 부당하게 중국 대륙을 빼았긴 뒤, 명나라를 축출하고 다시 중국 대륙을 탈환하고자 하는 모든 몽골인들은 이를 받아들일 수 없었다. 오이라트의 지배에 불만을 품은 동몽골의 왕공족들도 부냐시리를 지지했다. 그해 울루그 테무르 칸을 상대로 교전하여 승리한 부냐시리는 곧 자신을 원나라의 황제라고 선언했다.
명나라에서는 몽골 세력의 분열을 의도하여, 환관 완안 등을 보내 부냐시리를 지원하도록 했다. 1404년 부냐시리는 티무르 제국의 아미르 티무르에게 사신을 보내 명조 중국에 대한 공동 원정을 제안하고 협상을 시작했다. 그러나 협상이 진행되는 도중 1405년 2월 티무르가 붕어하여 계획은 수포로 돌아갔다. 1408년 태사(타이시) 아룩타이가 울루그 테무르 칸을 시해했다.

### 귀국, 대칸 즉위
1408년 3월 11일 사마르칸트에 체류 중, 명나라의 영락제가 보낸 사신으로부터 서신을 전달받았다. 영락제는 그에게 무리를 이끌고 비쉬발리크로 이주해서 살 것과, 명나라로의 귀순을 권고했다. 비쉬발리크에서 영락제의 친서를 받은 울제이테무르 칸은 답을 주지 않았다.
1408년 12월 20일 울루그 테무르 칸이 아수드부의 태사(타이시) 아룩타이에게 살해되자, 사마르칸트에서 비쉬발리크를 거쳐 귀국하여 그해 겨울 아룩타이에 의해 대칸으로 옹립되어 즉위했다. 칸호인 '울제이 테무르 칸'(完者帖木儿 汗)은 몽골어로 '안녕한 철의 칸'이라는 뜻이었다. 울루그 테무르 칸은 살해되었고, 그의 아들들은 1425년까지 울제이 테무르 칸의 후계자들을 상대로 저항했지만 세력이 미약하여 실패했다. 『명실록』에 의하면 1407년 10월 12일에 부냐시리가 비쉬발리크에서 장졸들을 이끌고 몽골로 진군했다고 한다. 그와 비슷한 시기에 활동한 여진족 추장 중에도 동명이인인 울제이 테무르(完者帖木兒)가 있었기 때문에 역시 『명실록』에 나타난다. 일부 중국 문헌 기록에는 알지테무르(阿勒吉特穆爾)로도 기술된다.
울제이 테무르 칸은 즉위 이전 명나라에 사신을 보내 토고간 칸 군테무르의 아들인 완가상(阮可尙)이 나이가 어려 자신이 대신 대칸이 되었다고 전하며 승습을 요청했다. 1408년 3월 명나라 영락제는 서신을 보내 그에게 명나라의 종주권을 인정하고, 조공을 바칠 것을 요구했다. 
원의 명운(命運)이 끝난 뒤, 순제(順帝)의 후예 애유식리달랍(愛猷識理達臘)으로부터 곤첩목아(坤帖木兒)에 이르기까지 무릇 6대(代)가 이어졌지만 순식간이었고, 한 사람도 제 명에 죽은 자가 없었다. 나의 황고(皇考)인 태조(太祖) 고황제(高皇帝)께서는 원조의 자손(子孫)에게 특별히 위무(慰撫)와 구휼(救恤)을 베풀어, 귀부해 온 자를 번번이 북쪽으로 돌려보내도록 했는데, 예컨대 탈고사첩목아를 돌려보내 계위하여 가한이 되게 한 것으로, 이는 남북인(南北人)이 모두 다 알고 있는 바이니라. 짐(朕)의 마음은 곧 황고의 마음이다. 이에 원씨(元氏)의 종조(宗祧)가 실 같이 끊어지지 않았는데, 거취(去就)의 기회와 화복(禍福)의 분별은 네가 마땅히 신중하게 살펴 처리해야 할 것이다

自元運旣訖, 順帝後愛猷識理達臘至坤帖木兒凡六傳, 瞬息之間, 未聞一人善終者. 我皇考太祖高皇帝於元氏子孫, 加意撫恤, 來歸者輒令北還, 如遣脫古思帖木兒歸, 嗣爲可汗, 此南北人所共知. 朕之心卽皇考之心. 玆元氏宗祧不絶如線, 去就之機, 禍福由分, 爾宜審處之

한편 명나라 영락제는 사람을 보내 울제이 테무르 칸 부냐시리와 아룩타이를 이간질했다. 울제이 테무르 칸은 군사를 일으켜 오이라트와의 전쟁을 준비했다. 
영락제는 오이라트 4부에 사절을 보내 코이드(輝特部)부의 바투 볼라드는 안락왕(安樂王)에 봉하고, 초로스부의 마하무(馬哈木, 바툴라, 마흐무드)를 순녕왕(順寧王)에, 케레누트부의 타이핑(太平)을 현의왕(賢義王)으로 봉했다. 울제이 테무르 칸은 군사를 이끌고 명나라 화북의 영하(寧夏)와 감숙성의 변경을 공격하여, 황폐화시켰다. 분개한 영락제가 직접 군사를 이끌고 그를 응징하러 오자, 그는 고비사막을 건너 북방으로 도주했다. 1409년 영락제는 명나라와 북원 사이 국경 지대의 몽골인 거주지 여러 곳에 위소(衛所)를 설치하고, 도독(都督), 지휘(指揮), 천호장(千戶長), 백호장(百戶長), 진무(鎭撫) 등을 파견해, 접경지대를 감시하도록 했다.

### 명나라와의 전쟁과 최후

#### 명나라의 제1차 원정과 몽골의 승리 및 패배
1409년 4월, 명나라 영락제가 조공과 종주권을 요구하며 사신인 급사중(給事中) 곽기(郭驥) 등에게 친서를 딸려 보내자, 그해 6월 10일 몽골은 곽기 등을 살해했다. 곽기를 사살한 사람이 아룩타이라는 설과 부냐시리 울제이테무르 칸 본인의 의지라는 설이 있다.
곽기의 살해로 분노한 명 영락제는 토벌군을 편성했다 . 1409년 7월 3일 기국공 구복(丘福)을 정로대장군 겸 총병관(征虜大將軍 兼 總兵官), 무성후(武城侯) 정총(正聰)을 좌부장군(左副將軍), 동안후(同安侯) 화진(火眞)을 우부장군, 정안후(靖安侯) 왕총(王忠)을 좌참장, 평안후(安平侯) 이원(李遠)을 우참장으로 임명해 100,000명의 명나라 대군을 집결시키고 몽골을 향해 북진시켰다. 9월 23일 명나라 장군 구복의 기병 1,000명이 몽골에 도착했으나 울제이 테무르 칸은 상서(尙書) 한 명에게 술을 주어 구복에게 보내 항복할 것처럼 속였다. 그러나 같은 날 아룩타이와 손잡고, 케룰렌강의 강변에서 명나라군을 기습 공격하여 구복과 4명의 장군을 전사시키고, 명군 100,000명을 격파했다.(케룰렌강 전투)
이에 영락제는 울제이 테무르 칸을 견제하기 위해 오이라트부의 태사 3명에게 왕작을 하사했다. 울제이 테무르 칸은 오이라트 4부를 공격했으나 오이라트 부족장들을 굴복시키는데 실패했다. 1409년 오이라트의 바툴라(마흐무드)가 이끄는 오이라트 군대가 카라코룸을 공격하여, 울제이 테무르 칸의 몽골 군대를 격파했다. 몽골인들은 케룰렌강 너머로 쫓겨갔다.
1410년 2월, 영락제는 몽골 원정을 선언했다. 그해 봄 영락제는 황태손 주첨기에게 수도 북경을 맡기고, 직접 500,000명에 달하는 대군을 이끌며 몽골로 진격했다. 3월 25일 울제이 테무르 칸은 영락제의 50만 군대와 교전하다가 패배했다. 또한 아수드(알란, 아스, 아스트)부의 수장 아룩타이와 갈등이 생겨 아룩타이는 군사를 이끌고 동몽골로 퇴각했고, 울제이 테무르 칸은 영락제의 명나라 대군을 피해 오논강변으로 천도하고 황궁을 세웠다. 그러나 아룩타이는 오논강 북동부에서 명나라군과 교전하다가 패배하자 바로 영락제에게 항복했고 울제이 테무르 칸만이 홀로 명나라군과 교전했다. 영락제는 항복한 아룩타이에게 '화령왕'(和寧王, 카라코룸의 왕)의 칭호를 주어 울제이 테무르 칸과 대립하도록 만들었다. 1410년 5월 8일 울제이 테무르 칸은 케룰렌강에서 명나라군과 교전했지만 참패하고 퇴각했다. 이후 바이칼 호수에서 명나라 군을 다시 만나 교전했지만 또다시 참패하고 북쪽으로 도주했다. 그러나 명나라군은 군량이 제대로 도착하지 않아 영양실조 및 부상자가 발생하여 퇴각했다.

#### 명나라와의 제2차 교전과 최후
1410년 5월 13일 오논강 근처에서 울제이 테무르 칸은 명나라의 대군 500,000명에게 크게 패배하고 말았다. 명나라군의 계속된 공격으로 울제이 테무르 칸은 7명의 추종자 혹은 7기의 기병만을 이끌며 패주했다고 한다. 이때 울제이 테무르 칸의 호송대와 가축이 다수 사로잡혔다.
1411년 명나라 영락제는 500,000명의 대군을 이끌고 직접 몽골 정벌을 선언하며, 친정했다. 1412년 울제이 테무르 칸은 영락제의 군대를 툴강 근처 테를지 평원(Тэрэлжийн орчим)에서 격파했다. 그러나 울제이테무르 칸은 아룩타이의 기습 공격을 받아 병력을 잃었다. 같은 해 티무르 제국에 도움을 요청하러 서쪽으로 가던 중 1412년 5월 2일 혹은 6월 15일 케룰렌강 근처에서 오이라트의 수령이었던 바툴라(마흐무드) 칭상(승상)의 공격을 받고 살해당했다. 한편 바툴라에게 케룰렌강 근처에서 사로잡혀 죽었다는 설도 있다. 이로써 칭기즈 칸 가문의 부흥이 좌절되었다.
이때 울제이 테무르 칸은 오이라트의 바툴라에게 원나라의 전국옥새를 빼앗겼다. 바툴라는 획득한 원나라의 국새를 영락제에게 바쳤다. 울제이 테무르 칸이 바툴라(마흐무드)에게 살해당할 때 그는 유언하여 델베그를 대칸으로 즉위하도록 만들었다.

### 사후
묘소는 미상이다. 울제이 테무르 칸을 시해한 오이라트부의 바툴라(마흐무드)는 바로 명나라의 영락제에게 투항했고, 지도자를 잃은 동몽골은 혼란에 빠졌다. 울제이 테무르 칸의 사후, 대칸위는 공석으로 유지되다가 결국 1415년 오이라트가 그의 아들 또는 동생인 어린 델베그를 대칸으로 즉위시켰다. 일설에는 델베그 칸이 울제이 테무르 칸의 아들이 아니라 동생이라는 설도 있다. 일설에는 오이라트의 3명의 부족장이 울제이 테무르 칸 부냐시리를 폐위하고, 델베그를 대칸으로 세웠다고도 한다.

## 같이 보기
- 영락제의 몽골 원정